# Agrilinellus azteca
Agrilinellus azteca är en skalbaggsart som beskrevs av Edgar von Harold 1863. Agrilinellus azteca ingår i släktet Agrilinellus och familjen Aphodiidae. Inga underarter finns listade i Catalogue of Life.